# Ger van Leeuwen
Gerrit (Ger) van Leeuwen (Amsterdam, 26 september 1919 - Bussum, 27 februari 2008) was een Nederlands musicus; hij was zowel pianist als dirigent als componist.
Hij was zoon van Grietje Mager en kantoorbediende Bernard van Leeuwen. Het gezin vertrok na ruim een jaar naar Naarden. Hijzelf was getrouwd met Henny van Galen.
In zijn jonge jaren had hij al vijf jaar pianoles gehad. Later werd hij toch pianist en saxofonist in kleine ensemble en kwam als 16-jarige te zitten in het orkest The Blue Ramblers van Pi Scheffer. Hij speelde er saxofoon. Hij wilde in echter econoom worden en wilde vanuit een gymnasium in Bussum begon hij er een studie in aan de Universiteit van Amsterdam. De studie verzandde door de uitbraak van de Tweede Wereldoorlog. Midden in die oorlog kwam hij Scheffer weer tegen en ondanks de verboden speelden ze samen met Dick Willebrandts toch jazz. Na de bevrijding kon hij ze aan de slag bij Entertainment National Service Association voor Engelse en Amerikaanse troepen.
Hij ging aan het werk in orkesten van Jan Corduwener, Klaas van Beeck (KRO-orkest, 1946) en Maria Zamora,  Daarna volgde vijf jaar een periode als arrangeur bij de AVRO (de bonte dinsdagavondtrein), maar toen een collega ontslag kreeg stapte hij op en trok in 1952 naar de VARA met Jan Mol en Cor Steijn en diens "Zeven man en een meisje" (het meisje was Sonja Oosterman, opgevolgd door Corry Brokken). Hij was in die dagen wel op televisie te zien als dirigent van de musici achter Bruce Low en Rudi Carrell.
Rond 1963 keerde hij terug naar de AVRO en werd middels een jaarcontract samen met Gerard van Krevelen dirigent van het amusementsorkest De Zaaiers. Hij was er opvolger van Jos Cleber, die naar Zuid-Afrika was vertrokken. Toen die al snel op zijn schreden terugkeerde moest Van Leeuwen zijn plek weer afstaan. Hij diende zelf zijn ontslag in, terwijl de orkestleden hem liever hadden dan Cleber. De zaak hield de media dagenlang bezig.
Hij had bij de omroepen ook zijn ensembles, van pianotrio tot een jazzcombo van negen man en Victorians.
Ger van Leeuwen bleef na die tijd arrangeren en componeren voor de orkesten van de omroep op het vlak van Lichte muziek. Het VARA-Dansorkest, Orkest Piet Zonneveld, Goudenregen Ensemble en het Metropole Orkest maakten gebruik van zijn diensten. In 1960 was zijn Ik leef te horen/zien op het Nationaal Songfestival, 1969 Heartbeat van Anneke Grönloh met wie hij wel samen werkte (Jij bent mijn leven). Ger van leeuwen hield er twee internationaal klinkende pseudoniemen op na: Jerry van Lee en Van Lion. Van Leeuwen werkte door tot in de jaren negentig, zijn laatste wapenfeit waren arrangementen voor Hans Bloemendal voor diens album Jewish Sacred Songs.
De muziekbibliotheek van de omroep heeft talloze werken van hem in het archief.
- MusicBrainz: 2b7fd17e-103f-4d70-93ac-dd34348bab7e
- Nederlandse Thesaurus van Auteursnamen: 070923388
- Virtual International Authority File: 283622107